# Underwood-Bulldoggfledermaus

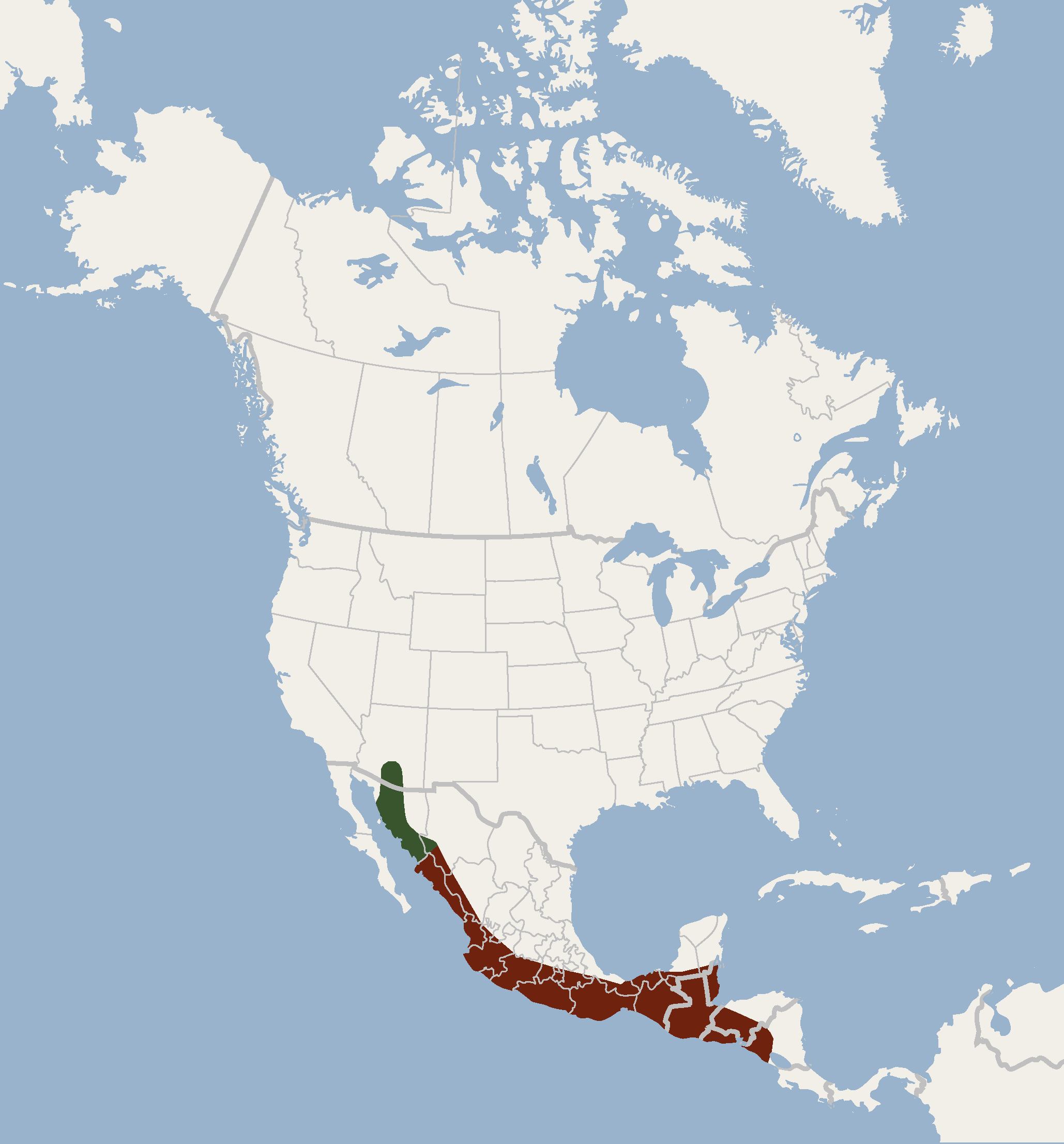
Verbreitungsgebiet der Underwood-Bulldoggfledermaus mit unterschiedlicher Färbung der Unterarten

Die Underwood-Bulldoggfledermaus (Eumops underwoodi) ist ein vom südlichen Nordamerika bis Mittelamerika verbreitetes Fledertier in der Gattung der Bulldoggfledermäuse. Das Typusexemplar stammt aus der Umgebung von La Paz in Honduras.

## Merkmale
Die Art ist eine der größeren Bulldoggfledermäuse und erreicht eine Kopf-Rumpf-Länge von 85 bis 112 mm, eine Schwanzlänge von 50 bis 64 mm sowie ein Gewicht von etwa 59 g. Es sind 66 bis 74 mm lange Unterarme, Hinterfüße von 15 bis 20 mm Länge und 24 bis 33 mm lange Ohren vorhanden. Die Haare des Fells sind oberseits vorwiegend weich, 6 bis 8 mm lang und an den Wurzeln weiß sowie an den Spitzen bräunlich, was ein graubraunes bis rotbraunes Aussehen erzeugt. Am Hinterteil sind einige etwa 15 mm lange Borsten eingestreut. Diese Fledermaus hat unterseits helles graubraunes Fell. An der Kante des Fersensporns (Calcar) befinden sich kurze Haare. Bei allen Arten der Familie ragt der Schwanz weit aus der Schwanzflughaut heraus.

## Verbreitung
Die Underwood-Bulldoggfledermaus kommt vom südlichen Arizona über das westliche und zentrale Mexiko bis in den Norden von Nicaragua vor. Eine disjunkte Population lebt im Norden von Costa Rica. Die Art fehlt im nördlichen Teil der Halbinsel Yucatán. Sie bewohnt das Flachland und Gebirge bis 1300 Meter Höhe. Als Habitat dienen meist trockene Wälder, obwohl einige Individuen an Wasserstellen in Wüsten registriert wurden. Manche Wälder wurden von Eichen und Kiefern dominiert.

## Lebensweise
Diese Fledermaus hat einen schnellen Flug und fliegt meist hoch über dem Grund, wo sie fliegende Ameisen, Käfer und Grashüpfer erbeutet. Ein Exemplar flog mit 43 km/h, was vermutlich keine Rekordgeschwindigkeit war. Die Rufe zur Echoortung können von Menschen wahrgenommen werden. Die Nachkommen werden in Arizona im Juni und Juli geboren. Funde von Weibchen mit aktiven Zitzen sind aus dem Juli und August von Mittelamerika bekannt.

## Gefährdung
Für den Bestand sind keine Bedrohungen bekannt. Auch wenn die Gesamtpopulation nicht bekannt ist, so kommt die Art in geeigneten Habitaten häufig vor. Die IUCN listet die Underwood-Bulldoggfledermaus als nicht gefährdet (least concern).